# Desprotonació
La desprotonació (en anglès:deprotonation) és una reacció química en el curs de la qual un protó H+ es treu d'una molècula, formant la seva respectiva base conjugada. La propensió d'una molècula per alliberar un protó es mesura pels seus equilibris àcido-bàsics: pKa (mesura de l'acidesa). Un valor baix de pKa indica que el compost és àcid, i cedirà fàcilment un catió H+ a una base. Per a un compost, pKa està determinat per molts factors, però més significativament per l'estabilitat de la base conjugada, que está determinada principalment per la capacitat o incapacitat de la base conjugada d'estabilitar la càrrega negativa. La càrrega negativa s'estabilitza quan és distribuïda en una superfície gran o cadena llarga. Un dels mecanismes que distribueix la càrrega negativa en una cadena llarga o en un anell és la ressonància.
Així un àcid carboxílic, R-COOH es desprotona generalment més fàcilment que un alcohol, R-OH.
Per desprotonar una molècula es fa servir generalment una base química. Diferents bases, com els hidròxids, les amines, els hidrurs o alquils metàl·lics es fan servir per diferents reaccions, segons el caràcter àcid de la molècula a desprotonar i els altres grups funcionals que portin.

## Vefeu també
- Protonació